# Departamento Chontales
Chontales ist ein Departamento in Nicaragua am Nicaraguasee gelegen.
Die Hauptstadt von Chontales ist Juigalpa. Das Departamento hat eine Fläche von 6.378 km² und eine Bevölkerungszahl von rund 186.000 Einwohnern (Berechnung 2006), was einer Bevölkerungsdichte von etwa 29 Einwohnern/km² entspricht.
Chontales ist geprägt von Landwirtschaft – Hauptprodukte sind Kautschuk, Edelholz, Reis und Zitrusfrüchte.
Das Departamento Chontales ist in 10 Municipios unterteilt:
1. Acoyapa
2. Comalapa
3. El Coral
4. Juigalpa
5. La Libertad
6. San Francisco de Cuapa
7. San Pedro de Lóvago
8. Santo Domingo
9. Santo Tomás
10. Villa Sandino